# Cnidiocarpa
Cnidiocarpa es un género de plantas herbáceas perteneciente a la familia de las apiáceas.  Comprende 4 especies descritas y  aceptadas. Es originario del Sudeste de Asia.

## Taxonomía
El género fue descrito por Michael Georgievich Pimenov y publicado en Botaničeskij Žhurnal (Moscow & Leningrad) 68: 86. 1983. La especie tipo es: Cnidiocarpa alaica Pimenov	

## Especies
A continuación se brinda un listado de las especies del género Cnidiocarpa aceptadas hasta septiembre de 2012, ordenadas alfabéticamente. Para cada una se indica el nombre binomial seguido del autor, abreviado según las convenciones y usos.
- Cnidiocarpa alaica Pimenov
- Cnidiocarpa coniifolia (Boiss.) Pimenov
- Cnidiocarpa grossheimii (Manden.) Pimenov
- Cnidiocarpa physospermifolia (Albov) Pimenov